# 尼崎市立立花北小学校
尼崎市立立花北小学校（あまがさきしりつ たちばなきたしょうがっこう）は、兵庫県尼崎市栗山町2丁目にある公立小学校。

## 概要

### 敷地
校舎は4階建てで、柱が白、横方向に薄いピンク色が走る。緑色（数年前は赤色）の校門を入ると築山があり、その横に「カラーロード」とよばれるコンクリートの道がある。カラーロードは、毎年卒業する6年生がハケ塗装して保たれている。校門は西に3箇所あるが通常は最北の門しか使えない。
敷地の東半分が運動場で、その北に25メートル屋外プールが、築山には人工池がある。
敷地内南に児童ホームを持つ。6年生まで入所可能で、5時台には下校できるシステムが整っている。

## 歴史
出典：
- 1978年（昭和53年）
  - 4月1日 - 尼崎市立立花西小学校より分離開校[2]。
  - 7月10日 - 校章制定。
  - 11月2日 - 開校記念祭が行われる。この日が創立記念日に制定される。
- 1980年（昭和55年）11月2日 - 校歌制定。（作詞：礒田宗治、作曲：田仲久雄[3]）
- 2007年（平成19年）11月23日 - 創立30周年を迎え、記念式典が行われる。

## 校区
- 立花町3丁目・上ノ島町1-3丁目[4]

## 進学先中学校
- 尼崎市立立花中学校[4]

## 交通
- 阪神バス 14・30・48-2系統
  - 栗山町2丁目、もしくは上ノ島停留所から徒歩約2分。
- 阪急電鉄神戸本線 武庫之荘駅から徒歩約15分。

## 通学区域が隣接している学校
- 尼崎市立立花小学校
- 尼崎市立立花南小学校
- 尼崎市立水堂小学校
- 尼崎市立立花西小学校
- 尼崎市立尼崎北小学校